# Huerta de Rey
Huerta de Rey település Spanyolországban, Burgos tartományban. Huerta de Rey Alcubilla de Avellaneda, Coruña del Conde, Arauzo de Torre, Arauzo de Salce, Arauzo de Miel, Pinilla de los Barruecos, Espejón és Espeja de San Marcelino községekkel határos. Lakosainak száma 881 fő (2024).

## Népesség
A település népessége az utóbbi években az alábbiak szerint változott:
| Lakosok száma | 1189 | 1208 | 1175 | 1113 | 1070 | 1028 | 955  | 923  | 908  | 881  |
|               | 2001 | 2004 | 2006 | 2009 | 2011 | 2014 | 2016 | 2019 | 2021 | 2024 |